# Komotini (gmina)
Komotini (gr. Δήμος Κομοτηνής, Dimos Komotinis) – gmina w Grecji, w administracji zdecentralizowanej Macedonia-Tracja, w regionie Macedonia Wschodnia i Tracja, w jednostce regionalnej Rodopy. W 2011 roku liczyła 66 919 mieszkańców. Powstała 1 stycznia 2011 roku w wyniku połączenia dotychczasowych gmin: Ejiros, Komotini i Neo Sidirochori. Siedzibą gminy jest Komotini.